# Мусина-Пушкина, Эмилия Карловна
Эми́лия Ка́рловна Шернва́лль (швед. Stjernvall), с 1828 графиня Му́сина-Пу́шкина (29 января 1810, Бьёрнеборг — 17 (29) ноября 1846, Борисоглеб, Мологский уезд, Ярославская губерния) — известная красавица, знакомая А. С. Пушкина, адресат мадригала Лермонтова, сестра знаменитой Авроры Демидовой.

## Биография
Родилась в семье выборгского губернатора, шведа, состоявшего на русской службе Карла Иоганна Шернваля (фин., 1764—1815) и Евы Густавы фон Виллебранд (1784—1844). Рано потеряв отца, воспитывалась отчимом, выборгским сенатором и юристом Карлом Йоханом фон Валленом (фин.). Получила хорошее домашнее образование, с раннего детства свободно говорила на пяти языках — шведском, финском, немецком, русском и французском. Прекрасно разбиралась в истории и в музыке. В 1826 году начала выезжать в свет.
Светское общество в Гельсингфорсе (ныне — Хельсинки) было сравнительно небольшое, и появление в нём красивых сестёр Авроры и Эмилии не могло остаться незамеченным. Ни один бал не проходил без них и у обеих было много поклонников, среди них декабрист граф Владимир Алексеевич Мусин-Пушкин (1798—1854), отдавший свое сердце Эмилии. О её внешности он писал родным: «Она не очень красива, но её лицо так интересно и живо, что заслоняет признанную красоту её сестры».

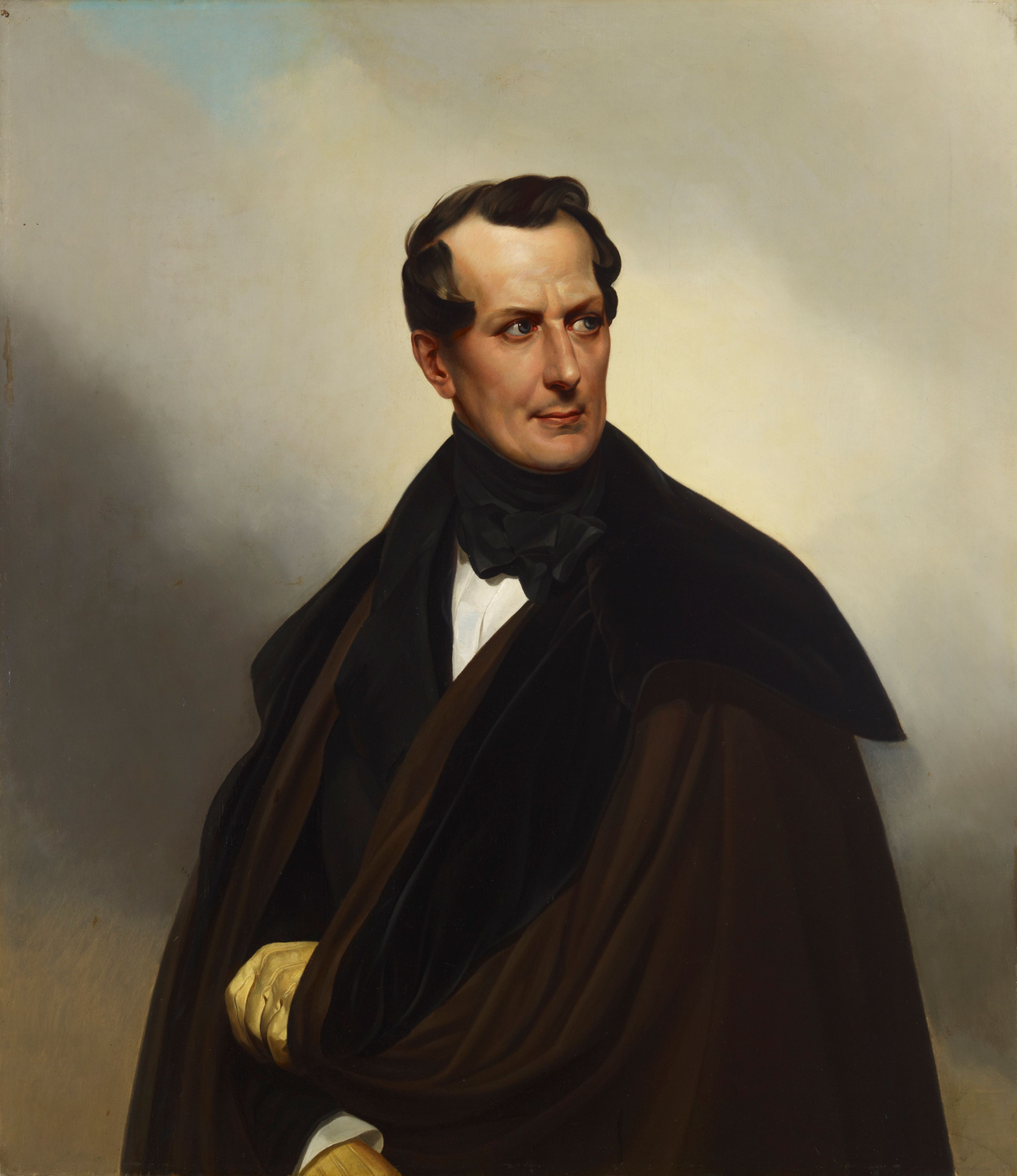
Граф В. А. Мусин-Пушкин
Художник К. П. Брюллов (1838)

 Родители Эмилии не возражали против брака. Но, чтобы жениться офицеру, графу, да ещё ссыльному, было необходимо получить согласие матери, разрешение командира полка, генерал-губернатора и императора. Казалось, преодолеть все эти барьеры не представлялось возможным. Весь 1827 год тянулась эта борьба. Мать Владимира, графиня Е. А. Мусина-Пушкина, никак не могла примириться с тем, что сын женится на шведке. По хлопотам родственников Владимира перевели в более отдалённую крепость, чтобы удалить от Эмилии. Генерал-губернатор А. А. Закревский, имеющий свои счёты с отчимом Эмилии, действовал заодно с семьей Мусиных и обещал Владимиру всякие милости и награды, если он откажется от невесты. Однако, Владимир был непреклонен, он был согласен провести всю жизнь ссыльным в глуши, но только с Эмилией. Доведённый до отчаяния, Владимир заболел. 19 декабря 1827 года его мать написала: «Ты разрываешь моё сердце», и дала согласие на брак.

Будущая свекровь послала Эмилии жемчужное ожерелье, шаль в 3000 рублей и золотой, с мощами, крест. Свадьба состоялась 4 мая 1828 года в Выборге, никто из Мусиных-Пушкиных на ней не присутствовал. В январе 1829 года Владимир Мусин-Пушкин получил приказ о переводе на Кавказ, и было решено, что Эмилия переедет в Москву в дом свекрови на Разгуляе. В ноябре 1831 года в чине капитана граф Мусин-Пушкин вышел в отставку с обязательством проживать в Москве и не выезжать за границу. Ему разрешалось посещать только свою подмосковную усадьбу Валуево. Однако вскоре его освободили от надзора и супруги подолгу гостили в Петербурге. В столичном обществе Эмилию и Аврору прозвали «финляндскими звёздами». А. О. Смирнова писала:
Эмилия была хороша и ещё милее Авроры, она была очень умна и непритворно добра, в Петербурге произвели фурор её белокурые волосы, её синие глаза и чёрные брови.

Граф В. А. Соллогуб говорил о Мусиной-Пушкиной в своих воспоминаниях следующее: 
Многие предпочитали Авроре её сестру. Трудно было решить, кому из обеих сестёр следовало отдать пальму первенства; графиня Пушкина была, быть может, ещё обаятельней своей сестры, но красота Авроры Карловны была пластичнее и строже.

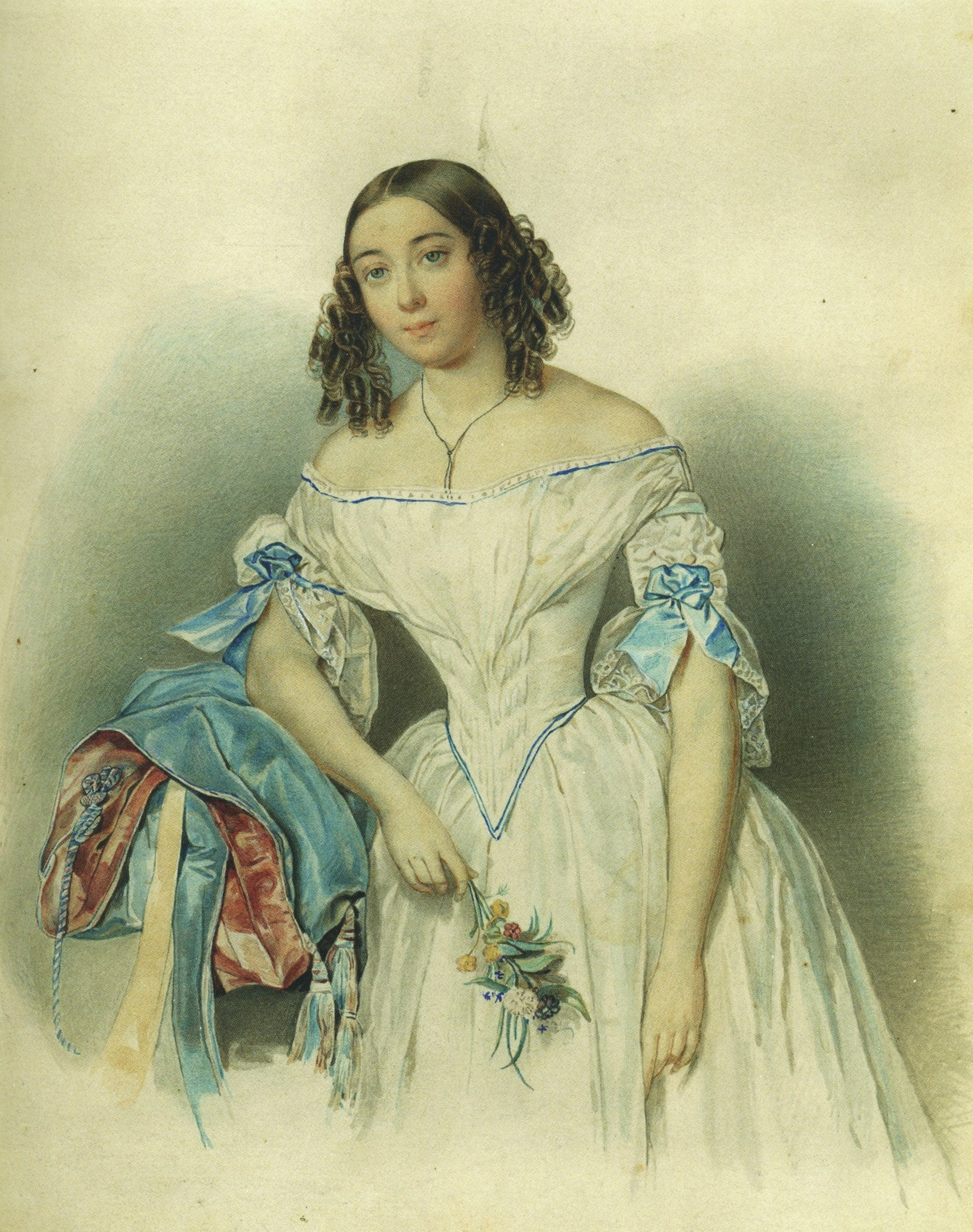
Графиня Эмилия Карловна

Сёстры, особенно младшая, были основными соперницами по красоте Натальи Николаевны Пушкиной. Поэт поддразнивал жену и спрашивал в письме:«Счастливо ли ты воюешь со своей однофамилицей?» А. Я. Булгаков с восторгом отзывался в письмах об Эмилии, 28 декабря 1832 года он писал брату:
Ну, брат, что за красавица Пушкина, жена Володина! Я не люблю белокурых, но вчера на неё залюбовался; к тому же одета она была прекрасно, с голубыми перьями на голове, а этот цвет идет к ней очень. Скажи Вяземскому, что она решительно лучше сестры своей.
 Два года спустя он также расхваливал её качества: «Какая мягкость, какой ум, какая приветливость!» Слегка влюблённый в Эмилию Карловну князь П. А. Вяземский писал в дневнике (18 января 1837): «Бледная, молчаливая, напоминающая не то букет белых лилий, не то пучок лунных лучей, отражающихся в зеркале прозрачных вод». Среди её обожателей были А. И. Тургенев и М. Ю. Лермонтов. Последний, видимо, увлёкся белокурой красавицей и «следовал за нею всюду, как тень» (В. Соллогуб), но взаимности не имел. Поэт посвятил ей в 1839 году мадригал:
     Графиня Эмилия – 

     Белее, чем лилия, 

     Стройнее её талии 

     На свете не встретится. 

     И небо Италии 

     В глазах её светится. 

     Но сердце Эмилии

     Подобно Бастилии.
В семейной жизни Эмилия Карловна была счастлива, единственное, что омрачало её — пристрастие мужа к азартным играм. В московском Английском клубе граф Мусин-Пушкин проигрывал огромные суммы и к концу 1835 года оказался на грани разорения. Потеряв значительную часть состояния, Мусины-Пушкины на несколько лет покинули Москву и проживали в деревне. В конце мая 1838 года Эмилия совершила поездку в Германию для встречи с лечившейся там на курорте Авророй и её мужем. Владимир Мусин-Пушкин не получил разрешения на поездку, Эмилию сопровождали мать, сестра Алина Шернваль и брат Эмиль Шернваль. Также были четверо детей Эмилии, их няни и воспитатели.
Уже в начале пути пароходу «Николай» пришлось бороться с движущимся льдами, а перед приходом его в Травемюнден вспыхнул пожар. От места случившего до берега было около двухсот локтей. Спасательными лодками доставили на береговую скалу сначала женщин и детей, а потом остальных. Трое-четверо путешественников утонули в темноте на волнах, остальные блуждали по необитаемому берегу, завернутые в простыни и одеяла, поскольку стихия застала их отдыхающими в каютах. На заре следующего дня кто-то из мужчин нашёл деревню и получил помощь для всей компании. Во время кораблекрушения Алина Шернваль познакомилась со своим будущим мужем — испанским послом в Стокгольме Корреа, который поступил геройски, надев свой мундир на полуодетую девушку.

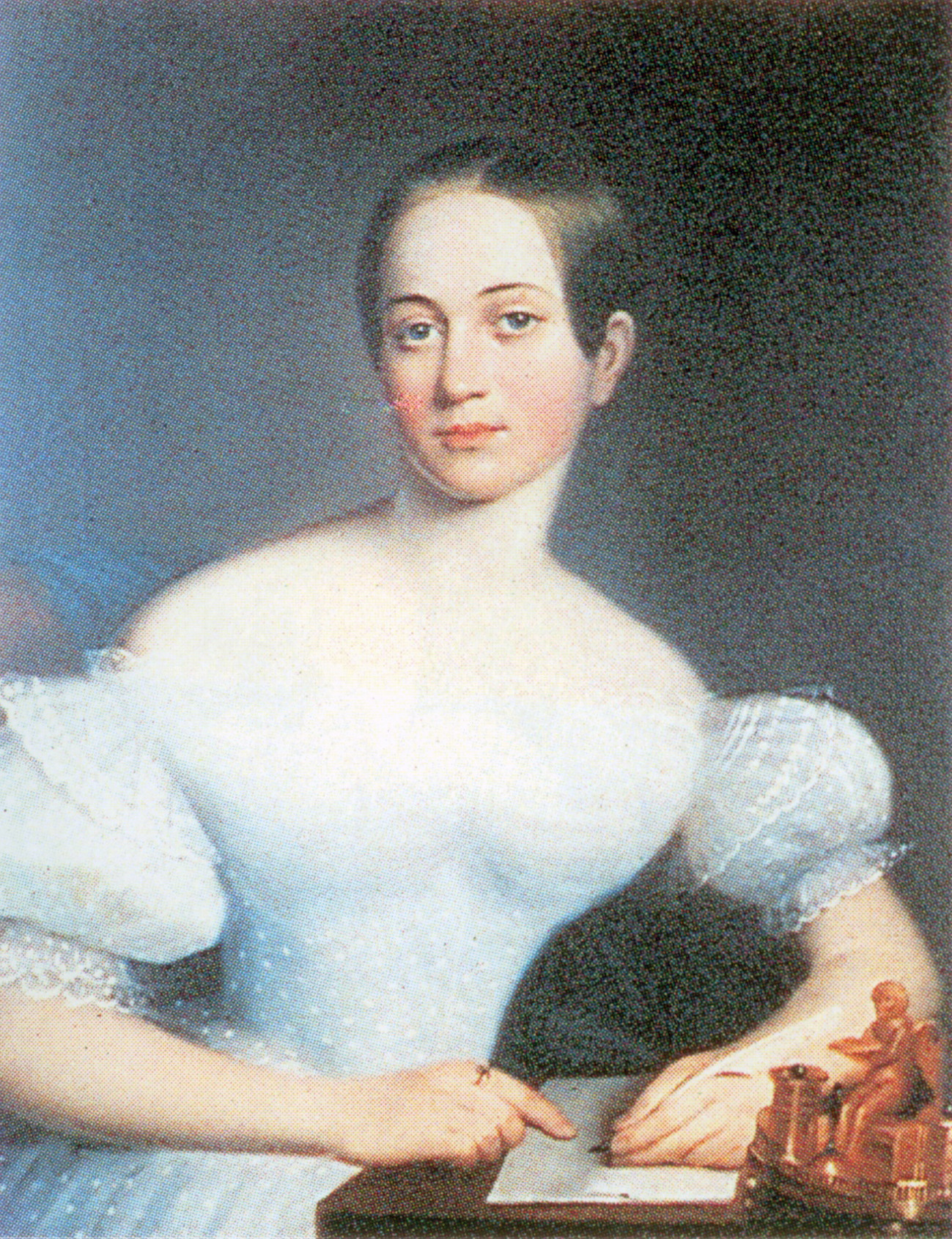
Э. К. Мусина-Пушкина

Осенью 1840 года Эмилия Карловна вновь начала появляться на придворных балах и в петербургских салонах. Летом вместе с семье она часто гостила у сестры Авроры в Трескенде. Там Мусины-Пушкины купили участок земли и при материальной поддержке Авроры начали строить собственный дом. Пытаясь наладить свое финансовое положение, значительную часть своего времени супруги проводили в Борисоглебе. Из письма Авроры к сестре Алине:
Эмилия решила остаться на пять лет в имении и за этот период поправить свои финансовые дела, так как в настоящее время средства не позволяют им оставаться даже на зиму в Петербурге. И вдобавок к этому, Эмилия никогда и ничего не делала без энтузиазма. Она наслаждалась работой, за которую бралась, и говорила, что счастлива, когда может украсить жизнь полезным трудом и добрым делом.
В имении, где длительное время отсутствовал хозяин, было много беспорядка. Эмилия занималась садоводством, подыскивала в окрестности умельцев рукоделия, устраивала их на работу и выделяла им помещение. Через знакомых она узнавала о новых модах, принимала заказы на изготовление вещей. Эмилия старалась облегчить жизнь своих крестьян. Её больницы, школа для крестьян и хорошие условия для обучения молодежи свидетельствовали о её стремлении к улучшению положения крестьян. От крестьян Эмилия получила имя «Борисоглебский ангел». Она умела уменьшить жизненную достоверность своим веселым, очаровательным характером, похожим на искры шампанского.
17 (29) ноября 1846 года 36-летняя Эмилия Карловна умерла от тифа. Узнав, что в Борисоглебе началась эпидемия, она поехала туда, чтобы привезти медикаменты и ухаживала за больными. Заразившись тифом, она умерла на четвертый день болезни.
Когда граф Мусин-Пушкин приехал в Борисоглеб, получив от жены письмо, он нашел её уже мертвой. Все знавшие её были безутешны.
После смерти сестры Аврора Карловна писала: «Даже страшно подумать, что наша Эмилия могла умереть в такой молодости, такой любящей и нужной для всей семьи, какой она была… Она управляла всей землей в имении, придумывала и создавала облегчения крестьянам, делилась правдой, защищала бедных и угнетенных».
Позднее В. Соллогуб напишет в своих воспоминаниях: «Графиня Мусина-Пушкина умерла молодой — точно старость не посмела коснуться её лучезарной красоты». Похоронена с семейном склепе в Борисоглебе, сегодня её могила находится на дне Рыбинского водохранилища.

## Дети
У супругов Мусиных-Пушкиных было четыре сына и две дочери, два сына умерли во младенчестве:
- Алексей (1831—1833)
- Алексей (1834—1889), мологский уездный предводитель дворянства. Был женат на Екатерине Алексеевне Мусиной-Пушкиной (1845—1923), которая вскоре после свадьбы покинула мужа и вышла в 1873 году замуж за князя Б. А. Куракина, а несчастный Алексей Владимирович сошёл с ума.
- Владимир (1832—1865), его дочь Александра (1863—1913) была первой женой графа А. Ф. Гейдена.
- Александра (1835—1854)
- Мария (фин., 1840—1870), после смерти матери воспитывалась у тетки, А. Карамзиной, и в 1858 году была ею официально удочерена. В 1860 году вышла замуж за графа Константина Линдера (1836—1908), статс-секретаря министра Финляндии.

## Портреты
- Сестёр Шернваль писал К. П. Брюллов. Художника связывала личная дружба с В. А. Мусин-Пушкиным, который также позировал ему в 1838 году. 
Портрет Авроры Демидовой в высокой чалме и светлом платье хорошо известен.
- Известны портреты обеих сестёр, исполненные акварелистом В. И. Гау.

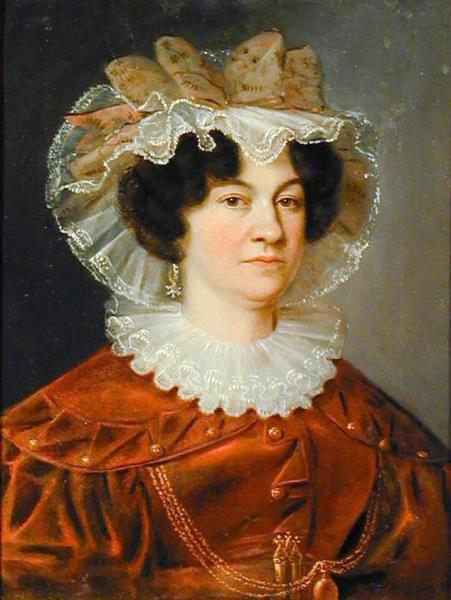
Ева Густава фон Виллебранд Шернваль Валлен, мать Эмилии (1781–1844)
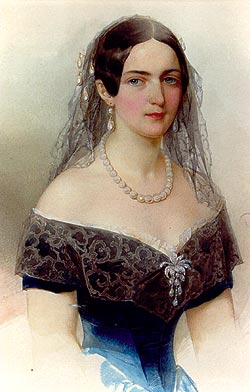
Аврора Демидова. Акварель В. И. Гау (1845)
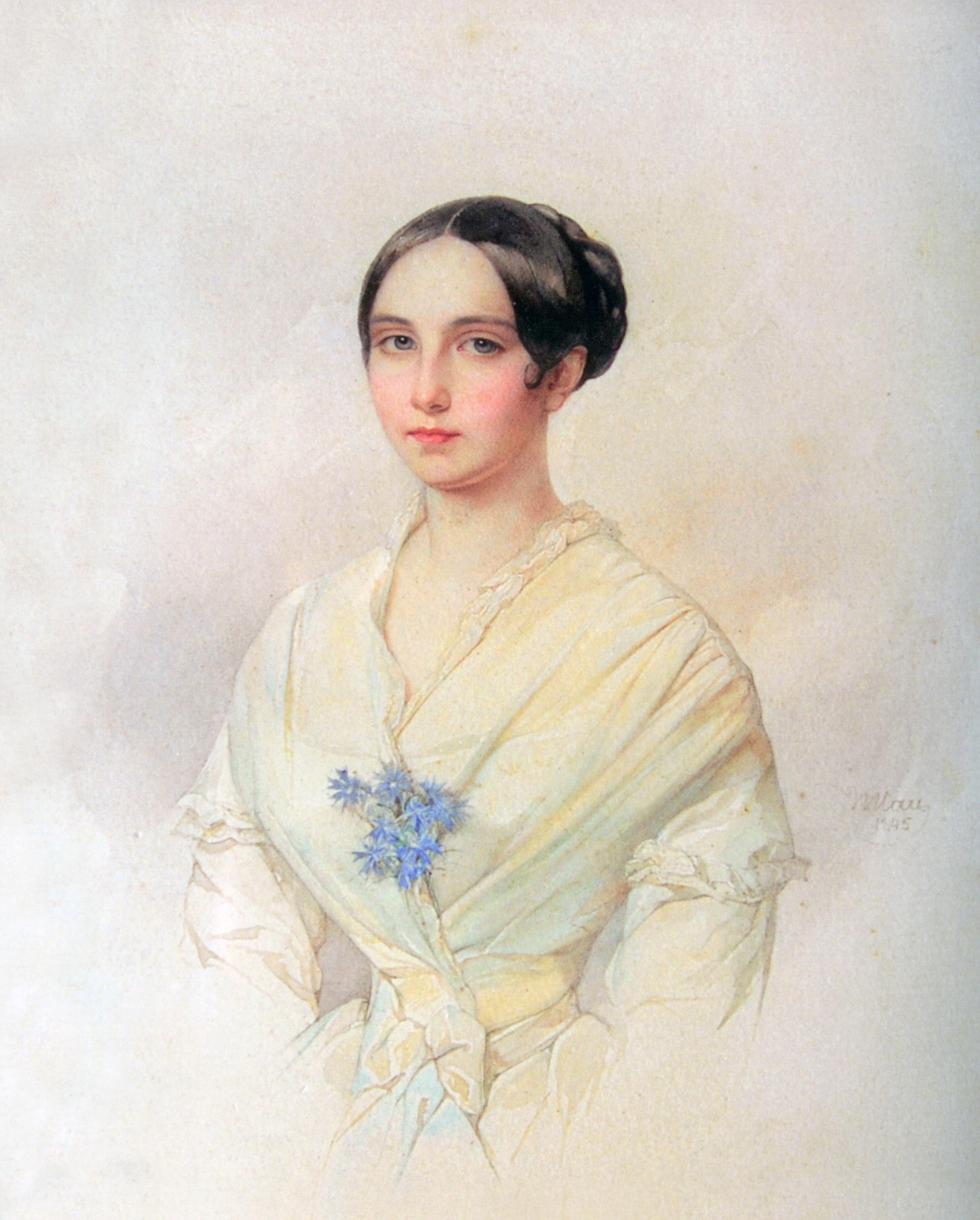
Эмилия Карловна. Акварель В. И. Гау (1845)
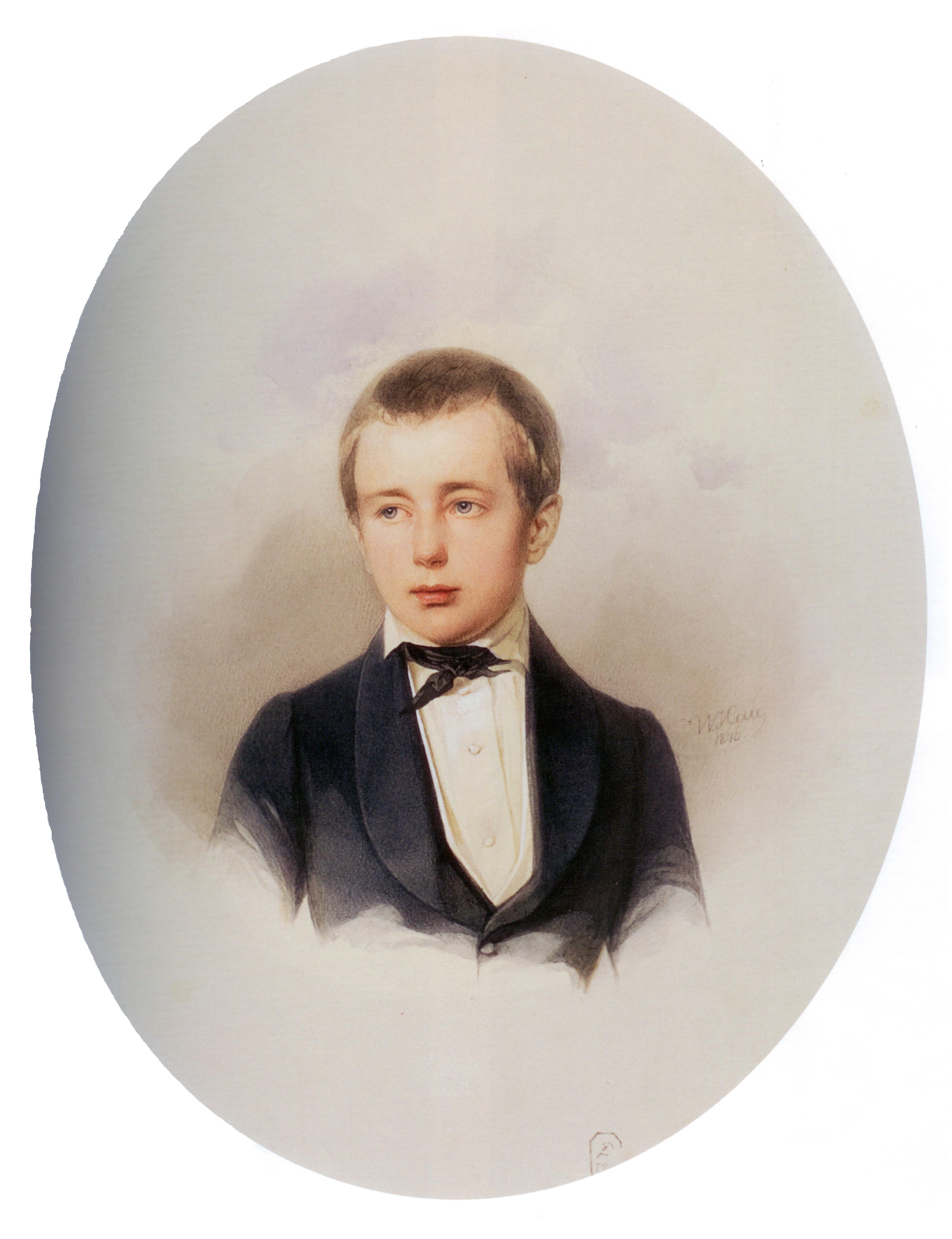
Алексей, сын Эмилии
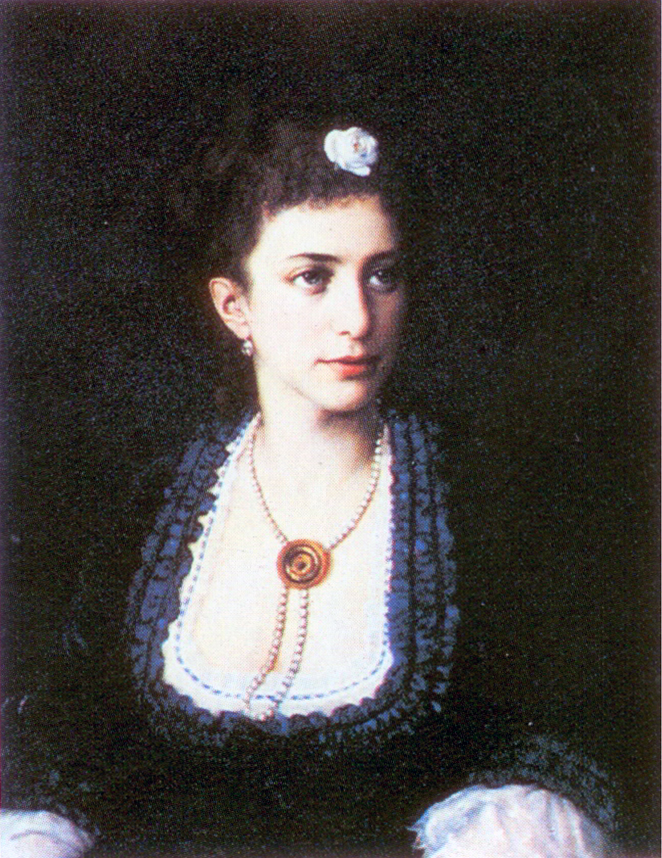
Мария Линдер, дочь Эмилии
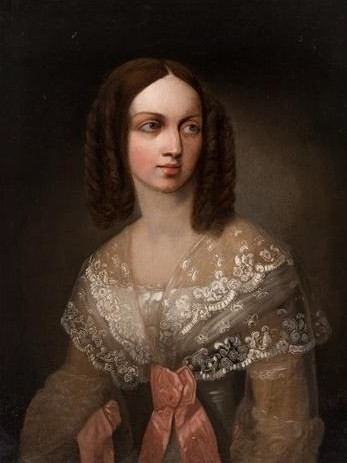
Александра, дочь Эмилии

## В беллетристике
Эмилия Мусина-Пушкина — главная героиня романа Михаила Казовского «Лермонтов и его женщины: украинка, черкешенка, шведка…» («Астрель», 2012).